# Климашин, Фёдор Степанович
Фёдор Степанович Климашин (1930 — 2005) — передовик советского сельского хозяйства, бригадир совхоза «Мирный» Приволжского района Куйбышевской области, Герой Социалистического Труда (1973).

## Биография
Родился в 1930 году в посёлке Золотовский Средневолжского края, ныне территория Безенчукского района Самарской области в русской крестьянской семье. Во время Великой Отечественной войны, с 1942 года стал работать в местном колхозе прицепщиком на тракторе. Окончив ремесленную школу, стал ремонтировать трактора и другую сельскохозяйственную технику. В 1950 году призван в Советскую Армию. После прохождения военной службы, в 1953 году вернулся на родину и стал работать в машинно-тракторной станции в Пестравском районе Куйбышевской области. Затем работал бригадиром тракторной бригады. Неоднократно выезжал на сельскохозяйственный работы в Алтайский край.
В 1961 году, после реорганизации МТС, возглавил тракторную бригаду совхоза «Мирный» в селе Обшаровка. Бригада обслуживала земельные угодья на площади 4 тысячи гектар. По итогам работы в восьмой пятилетки представлен к награде Орденом Ленина.
В 1973 году бригада Климашина достигла наивысшего производственного результата. На некоторых участках был получен урожай пшеницы до 110 центнеров с гектара, а в среднем по 40 центнеров с гектара.
Указом Президиума Верховного Совета СССР от 7 декабря 1973 года за большие успехи, достигнутые во Всесоюзном социалистическом соревновании, и проявленную трудовую доблесть в выполнении принятых обязательств по увеличению производства и продажи государству зерна и других продуктов земледелия в 1973 году Фёдору Степановичу Климашину присвоено звание Героя Социалистического Труда с вручением ордена Ленина и золотой медали «Серп и Молот».
В последующие годы его бригада продолжила показывать высокий результат во время уборки урожая. С 1989 года работал мастером производственного обучения в сельском профтехучилище. В 1990 году вышел на заслуженный отдых.
Избирался депутатом Верховного Совета РСФСР 9-го созыва и Куйбышевского областного совета народных депутатов. Был делегатом XXV съезда КПСС.
Проживал в селе Обшаровка Приволжского района. Умер в 2005 году.

## Награды
За трудовые успехи удостоен:
- золотая звезда «Серп и Молот» (07.12.1973)
- два ордена Ленина (08.04.1971, 07.12.1973)
- другие медали.